# Wolfgang Smuda
Wolfgang Smuda (* 20. August 1944) ist ein ehemaliger deutscher Fußballspieler, der in den 1960er Jahren in der DDR-Oberliga, der höchsten Spielklasse im DDR-Fußball, für den SC Turbine Erfurt aktiv war.

## Sportliche Laufbahn
Seinen Einstand in der DDR-Oberliga gab Wolfgang Smuda im Alter von 18 Jahren am 7. Oktober 1962 in der Begegnung des 8. Spieltages Turbine Erfurt – SC Motor Jena (2:0), als er für den verletzten Verteidiger Gerhard Franke eingesetzt wurde. Bei seinem vierten Oberligaeinsatz in der Saison 1962/63 schoss er beim 2:0-Auswärtssieg gegen den SC Chemie Halle als Vertreter des Stürmers Hans-Günter Schröder sein einziges Oberligator. Nach seinen vier Oberligaspielen wurde Smuda für die Saison 1963/64 offiziell in den Oberligakader aufgenommen, wurde aber nur einmal am 7. Spieltag als Stürmer aufgeboten. Der SC Turbine musste aus der Oberliga absteigen und spielte 1964/65 in der zweitklassigen DDR-Liga. Dort schaffte die Mannschaft umgehend den Wiederaufstieg, an dem Smuda bei 30 Ligaspielen mit sieben Einsätzen und zwei Toren beteiligt war. Anschließend spielte er nur noch für die 2. Mannschaft des SC Turbine, zunächst in der drittklassigen Bezirksliga. 1967 wurde er mit der 2. Mannschaft des FC Rot-Weiß Erfurt (Nachfolger des SC Turbine) Bezirksmeister und stieg mit der Mannschaft in die DDR-Liga auf. Dort war er sowohl 1967/68 als auch 1968/69 Stammspieler. In den insgesamt 60 ausgetragenen Ligaspielen bestritt er 52 Partien und schoss 1967/68 fünf Tore.
Als Rot-Weiß II 1969 aus der DDR-Liga absteigen musste, wechselte Smuda zum DDR-Liga-Aufsteiger BSG Motor Nordhausen-West. Nachdem er 1969/70 noch 18 der 30 Ligaspiele bestritten hatte, kam er nur noch 1970/71 und 1972/73 zu vier bzw. acht Einsätzen in der DDR-Liga. Im Sommer 1973 trat er 29-jährig als Fußballspieler im DDR-weiten Spielbetrieb zurück. Zwischen 1962 und 1973 hatte er fünfmal in der Oberliga und 89-mal in der DDR-Liga gespielt und hatte ein Oberligator und sieben DDR-Liga-Tore erzielt.